# Willy van Aggelen
Wilhelmina Willy Juliana Theresia Godthelp van Aggelen (Amsterdam, 8 oktober 1890 - 31 januari 1979) was een Nederlandse danseres (pseudoniemen: Kamares of La Romanito), schrijver (Taï Aagen-Moro) en journalist (Gilles de Vos). Ze was gehuwd met J.P.M. Snellenberg en bevriend met César Domela. 

## Ascona
Van 1918 tot en met 1920 was Van Aggelen getrouwd met Herman Godthelp, een oom van Césare Domela. Na haar scheiding vertrok ze in 1921 met haar (voormalige) neef Césare naar het Zwitserse Ascona. Onder het pseudoniem Guy de Vos schreef ze in het blad Eigen Haard over haar ervaringen, waarbij gokken, schilderen en dansen aan bod kwamen. In Ascona was er 'geen tijd, geen politiek, geen oorlog, geen geldgewin', slechts de luchtigheid van het leven en vreemdelingen die kunst schiepen. In een brief schreef Domela echter dat hij een 'plantenleven' leidde. Desalniettemin kwam hij hier voor het eerst in aanraking met de teken- en schilderkunst. Zijn interesse in het metier is hier ontstaan.

## Proza
- Een kleine vrouw (1931)
- Twee een (1933)
- Spaanse dansers (1933)
- Onmondig genie (1934)
- Levend speelgoed (1937)
- Derde huwelijk (1949)

## Vertalingen
- Thérèse Raquin (van Émile Zola)
- De buit (La curée) (van Émile Zola)